# Col de Corobin
Le col de Corobin est un col des Alpes françaises situé à 1 150 mètres d'altitude dans les Alpes-de-Haute-Provence. C'est un passage entre les vallées de l'Asse et de la Bléone (rivières des Alpes-de-Haute-Provence). La route qui l'emprunte culmine à 1 211 mètres d'altitude au nord-est du col.

## Cyclisme
Le Tour de France a franchi deux fois ce col classé en 2e catégorie : 
- en 1969, l'Espagnol Gabriel Mascaro y est passé le premier dans la 11e étape Briançon - Digne-les-Bains ;
- en 2005, le Français David Moncoutié est passé en tête dans la 12e étape Briançon - Digne-les-Bains.

En 2006, les coureurs du Paris-Nice empruntent le col de Corobin lors de la 5e étape Avignon - Digne-les-Bains.
En 2007, les coureurs du Critérium du Dauphiné empruntent le col de Corobin lors de la 5e étape Nyons - Digne-les-Bains. Antonio Colom et Alexandre Vinokourov passent en tête au sommet et rejoignent l'arrivée dans cet ordre.

## Rallye automobile
Le col a été franchi par le rallye Monte-Carlo en 1978, en 2015.

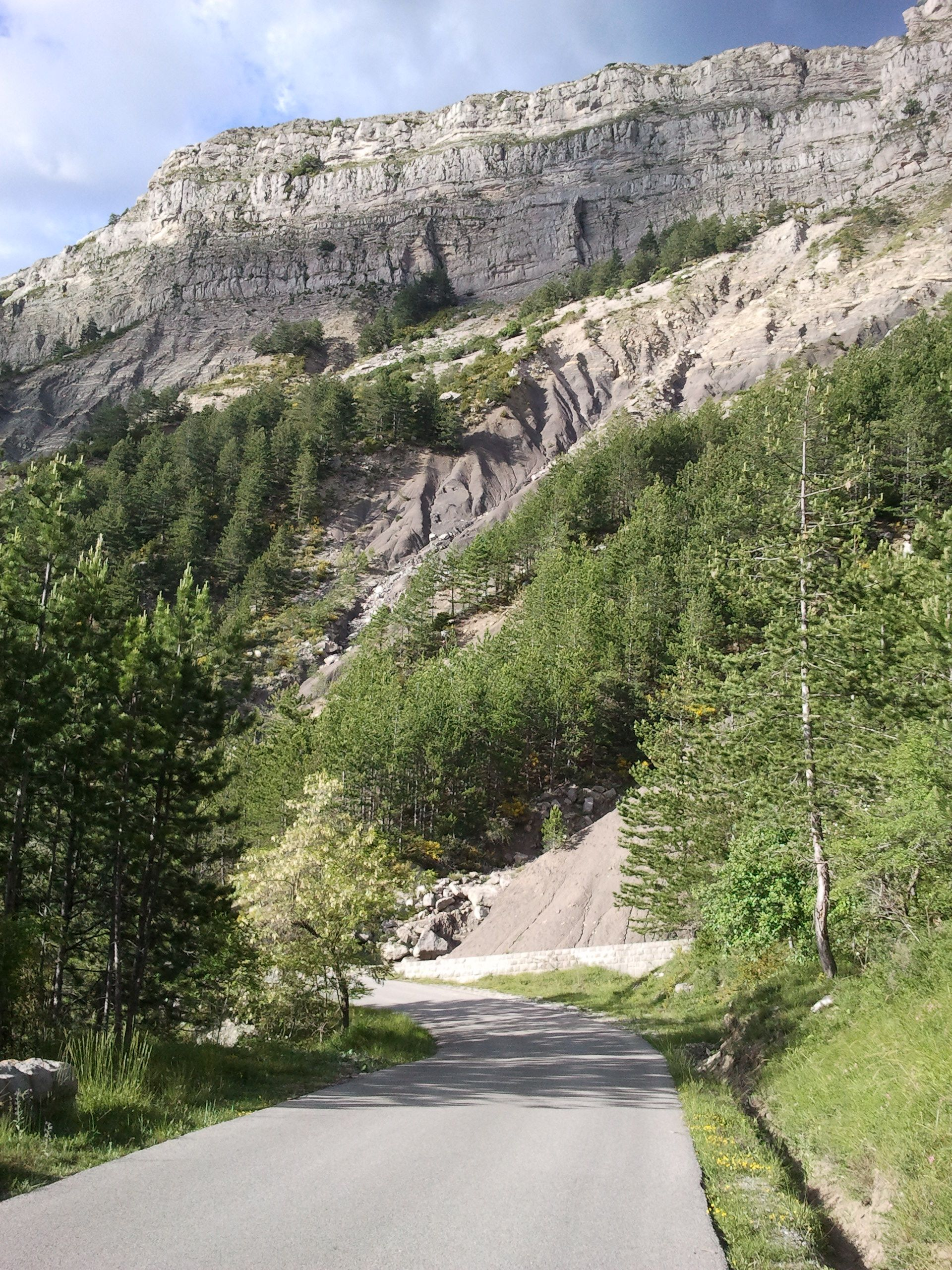
Route menant au col de Corobin.